# Grandipatulidae
Grandipatulidae zijn een uitgestorven familie van weekdieren uit de klasse van de Gastropoda (slakken).

## Taxonomie
De volgende taxa zijn bij de familie ingedeeld:
- † Grandipatula Cossmann, 1889
  -  † Grandipatula alsatica (Jooss, 1918)
    -  † = Zonites (Grandipatula) alsaticus Jooss, 1918[1]